# Matpaket
Matpaket är ett paket som innehåller mat som delas ut till behövande.
Beroende på land kan det vara mellan dubbelt och upp till sju gånger mer effektivt att istället ge pengar. Det gynnar även den lokala ekonomin. Trots det uppskattade en rapport 2016 att endast sex procent av de globala biståndsmedlen var kontanter, medan mathjälp uppskattades till 90 procent.
Ett matpaket kan innehålla:
- ris
- bönor
- olja
- socker
- salt
- näringskräm